# Vlotho
Vlotho är en stad i Kreis Herford i Regierungsbezirk Detmold i förbundslandet Nordrhein-Westfalen i Tyskland.